# Real Iglesia de Santa Marta (Martos)
La Real Iglesia de Santa Marta es un templo católico situado en la ciudad de Martos, en la provincia de Jaén, España. Su construcción se produce en el siglo XIII, en los años inmediatamente posteriores al pacto entre Fernando III de Castilla y al-Bayyasi (emir de Baeza), mediante el cual, la fortaleza de Martos fue entregada al Reino de Castilla a finales de agosto de 1225.
El templo se levantó en el corazón de la vieja villa, sobre las ruinas de una mezquita árabe, y anteriormente un templo romano. La iglesia está consagrada a la patrona de la ciudad, Santa Marta y ostenta el título de «Real», por lo que desde 1617, puede celebrar las honras fúnebres por los reyes y publicar la Bula de la Santa Cruzada. En 1981 se le incoa expediente para su declaración como Monumento Nacional.

## Templo originario
Su interior presenta planta basilical, con tres naves. La nave central, más alta que las demás, está cubierta con artesonado de par y nudillo.
Más tarde se construyó la Capilla Mayor y el Baptisterio, y fue embellecida con bóvedas de crucería de terceletes, y una gran portada del gótico isabelino con arco de carpanel, baquetones y girnaldas, molduras mixtilíneas, coronada por crestería flanqueada por gárgolas. Una imagen de la Santa titular preside la portada.

## Remodelación del templo
En el siglo XVI, el arquitecto Francisco del Castillo llevó a cabo una gran remodelación del templo, respetando la organización de planta de salón, la disposición de la cabecera, el baptisterio y la portada. Añadió en sus tres naves, pilares toscanos de canon gigante, que cambiaron el interior del templo por completo.
En el exterior, levantó una esbelta y formidable torre campanario con tres cuerpos:
- Inferior: Escasamente decorado
- Medio: Planta cuadrada, ventanas triangulares en sus cuatro lados, pilastras pareadas en los extremos y pináculos.
- Superior: Planta circular, pilastras corintias y chapitel apuntado.

Se trata de una de las mejores obras del arquitecto Francisco del Castillo.

## Otros elementos destacables
- Sagrario de Plata. Realizado por Juan Jacinto Moreno en el siglo XVIII. Compuesto por motivos iconográficos eclesiásticos de tipo sacramental (cricifijo, uvas, espigas, cordero), teológicos (imagen de Tomás de Aquino), o locales (Fernando III de Castilla, Santa Marta o San Amador).
- Capilla de Nuestro Padre Jesús Nazareno. Añadida a la obra en el siglo XVII y decorada con frescos barrocos de Antonio García Reinoso.
- Capilla del Baptisterio está decorada con murales de Francisco Baños en 1962.
- Tumba de los Hermanos Carvajales.
- Santísimo Cristo de la Fe y del Consuelo.
- Nuestro Padre Jesús Nazareno.
- María Santísima de los Dolores.
- San Juan Evangelista (Salzillo).
- Santa María Magdalena.
- San Juan de Dios.
- Santa Marta.